# Sao Mai điểm hẹn
Sao Mai điểm hẹn là một cuộc thi ca nhạc truyền hình được Đài Truyền hình Việt Nam và công ty Đông Tây Promotion tổ chức hai năm một lần vào các năm chẵn, bắt đầu từ năm 2004. Đây là một trong hai cuộc thi hát lớn của Đài Truyền hình Việt Nam, cuộc thi còn lại là Liên hoan tiếng hát truyền hình toàn quốc hay còn gọi là giải Sao Mai, được tổ chức vào các năm lẻ. Trong khi cuộc thi Sao Mai thiên về dòng nhạc truyền thống, tuyên truyền và phong cách biểu diễn mang tính hàn lâm, kén chọn thị hiếu công chúng, thì cuộc thi Sao Mai điểm hẹn thiên về dòng nhạc thị trường và phong cách biểu diễn trẻ trung hướng đến đối tượng trẻ hơn. Chính vì thế, theo thông lệ từ năm 2005 thì các thí sinh đã đoạt giải Nhất, hoặc Nhì, hoặc Ba trong cuộc thi Sao Mai thuộc phong cách nhạc nhẹ sẽ được đặc cách vào vòng chung kết của giải Sao Mai điểm hẹn năm kế tiếp.
Sau đêm thi chung kết cuối cùng vào ngày 23 tháng 8 năm 2014, ban tổ chức đã quyết định tạm dừng sản xuất và phát sóng, kết thúc 10 năm phát sóng của chương trình.
Năm 2025, chương trình thực hiện phiên bản mới là Điểm hẹn tài năng.

## Thể lệ
Các thí sinh tham gia Sao Mai điểm hẹn sẽ phải trải qua vòng hồ sơ và thử giọng trước khi bước vào vòng sơ loại (được tổ chức tại hai khu vực phía Bắc và phía Nam). Từ vòng thử giọng này, 12 thí sinh (bao gồm cả các thí sinh đặc cách do đoạt giải Sao Mai năm trước đó) sẽ được lựa chọn vào vòng chung kết.
Vòng chung kết của Sao Mai điểm hẹn bao gồm hai vòng. Trong vòng 1 các thí sinh sẽ biểu diễn lần lượt trong 4 đêm nhạc tự chọn, pop, rock, dance (hoặc hip hop, R&B). Tham gia các đêm diễn sẽ có một Hội đồng nghệ thuật gồm 3 người (thường là các nhạc sĩ, ca sĩ nổi tiếng) có nhiệm vụ nhận xét cho từng thí sinh. Sau 4 đêm đầu tiên, từ 12 thí sinh sẽ có bốn người lọt vào vòng 2 xếp theo số bình chọn của khán giả (qua điện thoại) và 2 người lọt vào vòng 2 theo bình chọn của Hội đồng nghệ thuật (gồm 3 người của Hội đồng hàng đêm và 6 người có uy tín khác trong giới ca nhạc và báo chí).
Trong vòng 2, 6 thí sinh sẽ biểu diễn 2 ca khúc tự chọn mỗi đêm diễn (thay vì 1 như vòng 1). Trong số 6 người sẽ có một người giành giải Nhất của Sao Mai điểm hẹn xếp theo số bình chọn của khán giả, 1 người giành giải của Hội đồng nghệ thuật và 1 người giành giải Triển vọng.
Trong thời gian diễn ra Sao Mai điểm hẹn, các thí sinh sẽ được theo học vũ đạo và thanh nhạc từ các chuyên gia người Thái Lan và các giáo viên thanh nhạc của trường Cao đẳng Nghệ thuật Hà Nội.

## Sao Mai điểm hẹn 2004

### Vòng 1
| TT         | Thí sinh          | Năm sinh | Địa phương            | Ghi chú |
| ---------- | ----------------- | -------- | --------------------- | --- |
| 01         | Nguyễn Phương Anh | 1982     | Hải Phòng             | Thành viên cũ ban nhạc Đồng đội, Top 3 SMĐH 2004                                                                                          |
| 02         | Thái Thùy Linh    | 1981     | Thành phố Hồ Chí Minh | Thành viên cũ nhóm 5 dòng kẻ |
| 03         | Nguyễn Mỹ Dung    | 1982     | Hà Nội                | |
| 04         | Nguyễn Tùng Dương | 1983     | Hà Nội                | |
| 05         | Phạm Ngọc Khuê    | 1983     | Hà Nội                | Thí sinh đặc cách từ Sao Mai 2003 (giải nhì) Con gái họa sĩ Phạm Ngọc Khôi                                                                |
| 06         | Nguyễn Hồng Nhung | 1981     | Hà Nội                | Đứng thứ 6 trong danh sách khán giả bình chọn nhưng được vào thay thế Cao Thái Sơn Ca sĩ của trung tâm Asia và hiện là Trung tâm Thúy Nga |
| 07         | Kasim Hoàng Vũ    | 1980     | Đà Nẵng               | Đoạt giải Ba Liên hoan Tiếng hát truyền hình toàn quốc năm 1999                                                                           |
| 08         | Nguyễn Ngọc Dung  | 1982     | Hải Phòng             | |
| 09         | Nguyễn Liên Hương | 1979     | Quảng Ninh            | |
| 10         | Lưu Hương Giang   | 1983     | Nam Định              | Em gái nhạc sĩ Lưu Thiên Hương |
| 11         | Cao Thái Sơn      | 1985     | Hà Nội                | Đứng thứ 3 trong danh sách khán giả bình chọn nhưng bỏ cuộc sau vòng 1                                                                    |
| 12         | Đặng Trần Vi Thảo | 1981     | Quảng Nam             | Thí sinh đặc cách từ Sao Mai 2003 |
| Tham khảo: |                   |          |                       | |

Các thí sinh trong vòng 1 đã trải qua 4 đêm diễn chính thức có sự tham gia bầu chọn của khán giả và nhận xét của Hội đồng nghệ thuật (gồm ca sĩ Quang Lý, nhạc sĩ Bảo Phúc, nhạc sĩ Tuấn Khanh). Ngoài 4 đêm diễn chính thức, vòng 1 Sao Mai điểm hẹn 2004 còn có một đêm Gala để các thí sinh biểu diễn tự chọn, hát đôi và hát theo nhóm (không ảnh hưởng tới kết quả bình chọn), đây cũng là đêm thi công bố 6 thí sinh lọt vào vòng 2.

### Vòng 2
| 01 | Kasim Hoàng Vũ    | Giải do khán giả bình chọn (tương đương giải Nhì) |
| 02 | Nguyễn Tùng Dương | Giải Nhất do Hội đồng nghệ thuật lựa chọn         |
| 03 | Nguyễn Mỹ Dung    |                                                   |
| 04 | Nguyễn Phương Anh |                                                   |
| 05 | Phạm Ngọc Khuê    |                                                   |
| 06 | Nguyễn Hồng Nhung |                                                   |
| 07 | Thái Thùy Linh    |                                                   |
| Tham khảo: "Đêm chung kết SMĐH: Sao sáng lúc bình minh". vietnamnet.vn. Bản gốc lưu trữ ngày 22 tháng 2 năm 2008. Truy cập ngày 6 tháng 8 năm 2008. |                   |                                                   |

Các thí sinh sẽ trình diễn trong 3 đêm diễn chính thức có sự tham gia bầu chọn của khán giả và nhận xét của Hội đồng nghệ thuật. Sau 3 đêm diễn này, 5 thí sinh được chọn vào đêm chung kết (3 do khán giả bình chọn, 2 do Hội đồng nghệ thuật chọn). Trong đêm chung kết thí sinh giành được nhiều bình chọn của khán giả nhất là Kasim Hoàng Vũ đã được trao giải Nhất Sao Mai điểm hẹn 2004. Thí sinh Tùng Dương được trao giải của Hội đồng nghệ thuật.

## Sao Mai điểm hẹn 2006

### Vòng 1
| TT | Thí sinh            | Năm sinh | Khu vực  | Ghi chú |
| --- | ------------------- | -------- | -------- | --- |
| 01 | Nguyễn Ngọc Anh     | 1981     | phía Bắc | Thí sinh đặc cách với giải Nhì Sao Mai 2005 Top 3 cuộc thi Cặp đôi Hoàn Hảo 2011 Quán quân Chinh phục đỉnh cao                         |
| 02 | Phạm Anh Khoa       | 1985     | phía Nam | Thủ lĩnh nhóm P.A.K Band Top 4 Tuyệt đỉnh tranh tài 2014                                                                               |
| 03 | Trần Thị Mai Trang  | 1983     | phía Bắc | |
| 04 | Nguyễn Hoàng Hải    | 1982     | phía Bắc | Thí sinh từng lọt vào vòng Chung kết khu vực phía Bắc giải Sao Mai 2005 Á quân Tuyệt đỉnh tranh tài 2014 Tham gia Ca sĩ mặt nạ (mùa 2) |
| 05 | Trần Phương Linh    | 1984     | phía Bắc | Thí sinh đặc cách với giải Nhì Sao Mai 2005 Top 4 cuộc thi Cặp đôi Hoàn Hảo 2011                                                       |
| 06 | Nguyễn Thị Minh Thư | 1983     | phía Nam | Cháu gái ca sĩ Lam Trường, Top 10 Tuyệt đỉnh tranh tài 2014 Giải nhất cuộc thi Yo! Cùng ước mơ xanh                                    |
| 07 | Hà Anh Tuấn         | 1984     | phía Nam | Du học sinh Đức |
| 08 | Dương Quốc Hưng     |          | phía Nam | |
| 09 | Từ Thị Hiền Trang   |          | phía Nam | |
| 10 | Nguyễn Thùy Trang   |          | phía Bắc | Thành viên cũ nhóm Nhịp điệu |
| 11 | Nguyễn Thị Cẩm Tú   | 1986     | phía Bắc | Top 4 Vietnam Idol (Mùa 2) |
| 12 | Nguyễn Hồng Phương  |          | phía Bắc | Thí sinh của Nhân tố bí ẩn (Mùa 1) |
| Tham khảo: "12 thí sinh lọt vào Sao Mai điểm hẹn 2006". vietnamnet.vn. Bản gốc lưu trữ ngày 28 tháng 2 năm 2008. Truy cập ngày 6 tháng 8 năm 2008. |                     |          |          | |

Các thí sinh trong vòng 1 đã trải qua 4 đêm diễn chính thức có sự tham gia bầu chọn của khán giả và nhận xét của Hội đồng nghệ thuật (gồm ca sĩ Mỹ Linh, nhạc sĩ Nguyễn Cường, nhạc sĩ Huy Tuấn):
- Đêm tự chọn: Người được khán giả bình chọn nhiều nhất là Hà Anh Tuấn
- Đêm nhạc pop: Người được khán giả bình chọn nhiều nhất là Hà Anh Tuấn
- Đêm nhạc rock: Người được khán giả bình chọn nhiều nhất là Nguyễn Hoàng Hải
- Đêm nhạc dance, hip hop và R&B: Người được khán giả bình chọn nhiều nhất là Nguyễn Hoàng Hải

Ngoài 4 đêm diễn chính thức, vòng 1 Sao Mai điểm hẹn 2006 còn có một đêm Gala để các thí sinh biểu diễn tự chọn, hát đôi và hát theo nhóm (không ảnh hưởng tới kết quả bình chọn), đây cũng là đêm thi công bố 6 thí sinh lọt vào vòng 2.

### Vòng 2
| 01 | Nguyễn Hoàng Hải    | Giải Nhất cuộc thi (do khán giả bình chọn) |
| 02 | Phạm Anh Khoa       | Giải của Hội đồng nghệ thuật               |
| 03 | Hà Anh Tuấn         | Giải Triển vọng                            |
| 04 | Nguyễn Ngọc Anh     |                                            |
| 05 | Trần Thị Mai Trang  |                                            |
| 06 | Trần Phương Linh    |                                            |
| 07 | Nguyễn Thị Minh Thư |                                            |
| Tham khảo: "Kết thúc SMĐH 2006:"Ba chàng ngự lâm" đăng quang!". vnmedia.vn. Bản gốc lưu trữ ngày 29 tháng 9 năm 2006. Truy cập ngày 6 tháng 8 năm 2008. |                     |                                            |

Các thí sinh sẽ trình diễn trong 3 đêm diễn chính thức có sự tham gia bầu chọn của khán giả và nhận xét của Hội đồng nghệ thuật. Sau 3 đêm diễn này, 5 thí sinh được chọn vào đêm chung kết (3 do khán giả bình chọn, 2 do Hội đồng nghệ thuật chọn). Trong đêm chung kết thí sinh giành được nhiều bình chọn của khán giả nhất là Nguyễn Hoàng Hải đã được trao giải Nhất Sao Mai điểm hẹn 2006. Thí sinh Phạm Anh Khoa được trao giải của Hội đồng nghệ thuật còn thí sinh Hà Anh Tuấn được trao giải Triển vọng.

## Sao Mai điểm hẹn 2008

### Vòng 1
| TT | Thí sinh              | Năm sinh | Địa phương            | Ghi chú |
| --- | --------------------- | -------- | --------------------- | --- |
| 01 | Phạm Hà Linh          | 1986     | Hà Nội                | Thí sinh đặc cách với giải Nhất Sao Mai 2007 Thí sinh của Giọng hát Việt (Mùa 2). Team Hồng Nhung |
| 02 | Nguyễn Thị Hải Yến    | 1986     | Thành phố Hồ Chí Minh | Top 7 Vietnam Idol (Mùa 1) Á quân Tuyệt đỉnh tranh tài 2015 |
| 03 | Nguyễn Khắc Hiếu      | 1982     | Hà Nội                | Thành viên nhóm Tình bạn |
| 04 | Nguyễn Duy Khoa       | 1984     | Hà Nội                | |
| 05 | Trần Hoàng Nghiệp     | 1984     | Cần Thơ               | Thí sinh đặc cách với giải Nhì Sao Mai 2007 |
| 06 | Nguyễn Nhật Thu       | 1989     | Hà Nội                | Thí sinh của Giọng hát Việt (Mùa 2). Team Mỹ Linh |
| 07 | Trần Thị Thu Hường    | 1988     | Bắc Giang             | Từng đoạt giải Nhì Ngôi sao tiếng hát truyền hình 2007 Thí sinh của Nhân tố bí ẩn (Mùa 1) Team Đàm Vĩnh Hưng 6 người                                                                                 |
| 08 | Nguyễn Ngọc Minh      | 1985     | Hà Nội                | Top 3 Vietnam Idol (Mùa 1), Top 8 cuộc thi Tôi là.. người chiến thắng 2013. |
| 09 | Nguyễn Thị Thu Phượng | 1983     | Hà Nội                | Thí sinh đặc cách với giải Nhì Sao Mai 2007, thí sinh của Nhân tố bí ẩn (Mùa 1) dừng nhóm 15 người, thí sinh cuộc thi Gương mặt thân quen nhí 2014, sinh cùng tuổi với Thành Trung và là vợ cũ luôn. |
| 10 | Nguyễn Mạnh Quân      | 1983     | Hà Nội                | Nhạc sĩ, thành viên nhóm 198x Thí sinh cuộc thi Tôi là.. người chiến thắng 2013. |
| 11 | Đinh Phương Thủy      | 1984     | Quảng Ninh            | |
| 12 | Dương Hoàng Yến       | 1991     | Hà Nội                | Thí sinh trẻ nhất Thí sinh của Giọng hát Việt (Mùa 2). Team Mỹ Linh Quán quân Cặp đôi Hoàn Hảo 2014 Tham gia Ca sĩ mặt nạ (mùa 2)                                                                    |
| Tham khảo: "Danh sách 12 thí sinh chính thức tham gia Sao Mai Điểm Hẹn 2008". vtv.vn. Bản gốc lưu trữ ngày 9 tháng 4 năm 2009. Truy cập ngày 6 tháng 8 năm 2008. |                       |          |                       | |

Các thí sinh trong vòng 1 đã trải qua 4 đêm diễn chính thức có sự tham gia bầu chọn của khán giả và nhận xét của Hội đồng nghệ thuật (gồm ca sĩ Thanh Lam, nhạc sĩ Ngọc Châu, nhạc sĩ Giáng Son):
- Đêm tự chọn: Người được khán giả bình chọn nhiều nhất là Nguyễn Duy Khoa
- Đêm nhạc pop: Người được khán giả bình chọn nhiều nhất là Nguyễn Nhật Thu
- Đêm nhạc rock: Người được khán giả bình chọn nhiều nhất là Nguyễn Khắc Hiếu
- Đêm nhạc dance, hip hop và R&B: Người được khán giả bình chọn nhiều nhất là Nguyễn Duy Khoa

Ngoài 4 đêm diễn chính thức, vòng 1 Sao Mai điểm hẹn 2008 còn có một đêm Gala để các thí sinh biểu diễn tự chọn, hát đôi và hát theo nhóm (không ảnh hưởng tới kết quả bình chọn), đây cũng là đêm thi công bố 6 thí sinh lọt vào vòng 2.

### Vòng 2
| TT | Thí sinh           | Giải thưởng                                |
| --- | ------------------ | ------------------------------------------ |
| 01 | Trần Hoàng Nghiệp  | Giải nhất do khán giả bình chọn            |
| 02 | Nguyễn Duy Khoa    | Giải triển vọng                            |
| 03 | Nguyễn Nhật Thu    |                                            |
| 04 | Nguyễn Thị Hải Yến |                                            |
| 05 | Nguyễn Khắc Hiếu   |                                            |
| 06 | Phạm Hà Linh       | Bị loại khỏi cuộc thi trước đêm diễn thứ 3 |
| Tham khảo: "Sao Mai Điểm hẹn 2008: Hoàng Nghiệp, Duy Khoa đăng quang". vtv.vn. Bản gốc lưu trữ ngày 27 tháng 1 năm 2009. Truy cập ngày 25 tháng 8 năm 2008. |                    |                                            |

Tại vòng 2 các thí sinh tham gia 3 đêm trình diễn chính thức và 1 đêm diễn gala. Trong các đêm diễn chính thức mỗi thí sinh sẽ trình bày 2 ca khúc để khán giả theo dõi và bình chọn. Người được khán giả bình chọn nhiều nhất trong 2 đêm đầu tiên là Nguyễn Duy Khoa, người được khán giả bình chọn nhiều nhất trong đêm thứ 3 là Trần Hoàng Nghiệp. Trong đêm gala cuối cùng lần đầu tiên các thí sinh rời Hà Nội vào biểu diễn tại sân khấu Lan Anh, Thành phố Hồ Chí Minh.
Khác với 2 lần trước, SMĐH 2008 hội đồng nghệ thuật không chọn được ca sĩ nào cho Giải của Hội đồng nghệ thuật. Trần Hoàng Nghiệp giành được giải nhất do khán giả bình chọn. Nguyễn Duy Khoa giành giải triển vọng (có số bình chọn đứng thứ nhì).

## Sao Mai điểm hẹn 2010

### Vòng 1
| TT | Thí sinh               | Năm sinh | Địa phương | Ghi chú |
| --- | ---------------------- | -------- | ---------- | --- |
| 01 | Trần Hoàng Anh         | 1985     | Hà Nội     | Top 9 Vietnam Idol (Mùa 2). Thí sinh cuộc thi Tôi là.. người chiến thắng 2014.                                                            |
| 02 | Nguyễn Thị Minh Chuyên | 1986     | Hà Nam     | Top 10 Vietnam Idol (Mùa 2) |
| 03 | Nguyễn Pha Lê          | 1987     | Hải Phòng  | Thí sinh của Nhân tố bí ẩn (Mùa 1) Thí sinh của Cuộc đua kỳ thú (Mùa 2) Thí sinh Hòa âm Ánh sáng (mùa 1)                                  |
| 04 | Mai Khánh Linh         | 1993     | Hà Nội     | Thí sinh trẻ nhất Thí sinh của Giọng hát Việt (Mùa 1). Team Thu Minh                                                                      |
| 05 | Phan Ngọc Luân         | 1988     | Tp.HCM     | Thí sinh của Giọng hát Việt (Mùa 1). Team Đàm Vĩnh Hưng. Thí sinh của Gương mặt thân quen nhí 2015 & Gương mặt thân quen 2016             |
| 06 | Phạm Tiến Mạnh         | 1989     | Nghệ An    | Thí sinh của Nhân tố bí ẩn (Mùa 1). Anh trai ca sĩ Hương Tràm.                                                                            |
| 07 | Nguyễn Hoài Nam        | 1988     | Vĩnh Phúc  | Thí sinh cuộc thi Tôi là.. người chiến thắng 2013.                                                                                        |
| 08 | Vũ Yến Ngọc            | 1990     | Hà Nội     | |
| 09 | Lê Thị Mỹ Như          | 1983     | Phú Yên    | Đặc cách từ Giải Nhì Sao Mai 2009 Hiện nay công tác tại Đoàn ca múa Biển Xanh (Phú Yên) Thí sinh của Tôi là người chiến thắng (Mùa 2)     |
| 10 | Đinh Mạnh Ninh         | 1989     | Bắc Giang  | Giải Nhất Tiếng ca Học đường 2008/Thành viên M4U Top 10 Tuyệt đỉnh tranh tài 2015.                                                        |
| 11 | Lương Viết Quang       | 1983     | Tp.HCM     | Đặc cách từ Giải Nhì Sao Mai 2009 |
| 12 | Hà Hoài Thu            | 1986     | Quảng Ninh | Đặc cách từ Giải Nhất Sao Mai 2009 |
| 13 | Nguyễn Phương Thúy     | 1988     | Hà Nội     | |
| 14 | Đặng Huyền Trang       | 1986     | Quảng Ninh | |
| 15 | Nguyễn Thùy Trang      | 1990     | Tp.HCM     | Em gái ca sĩ Duy Khoa (Giải triển vọng SMĐH 2008)                                                                                         |
| 16 | Nguyễn Võ Lan Trinh    | 1987     | Tp.HCM     | Top 6 Vietnam Idol (Mùa 2) MC XoneFm Thí sinh cuộc thi Tôi là.. người chiến thắng 2013. Thí sinh của chương trình Cuộc đua kỳ thú (Mùa 3) |
| Tham khảo: "Sao Mai Điểm Hẹn 2010: 16 thí sinh lọt vào chung kết". www.laodong.com. Bản gốc lưu trữ ngày 7 tháng 9 năm 2010. Truy cập ngày 6 tháng 9 năm 2010. |                        |          |            | |

Các thí sinh trong vòng 1 đã trải qua 4 đêm diễn chính thức có sự tham gia bầu chọn của khán giả và nhận xét của Hội đồng nghệ thuật tại Phú Yên (gồm ca sĩ Mỹ Tâm, nhạc sĩ Hồ Hoài Anh, nhạc sĩ Tuấn Khanh):
- Đêm tự chọn
- Đêm nhạc pop
- Đêm nhạc rock
- Đêm nhạc dance, hip hop và R&B

Ngoài 4 đêm diễn chính thức, vòng 1 Sao Mai điểm hẹn 2010 còn có một đêm Gala để các thí sinh biểu diễn tự chọn, hát đôi và hát theo nhóm (không ảnh hưởng tới kết quả bình chọn), đây cũng là đêm thi công bố thí sinh lọt vào vòng 2.

### Vòng 2
| TT | Thí sinh               | Giải thưởng                                           |
| -- | ---------------------- | ----------------------------------------------------- |
| 01 | Nguyễn Thị Minh Chuyên | Giải Nhất cuộc thi (do Hội đồng nghệ thuật bình chọn) |
| 02 | Lương Viết Quang       | Giải của khán giả bình chọn                           |
| 03 | Đinh Mạnh Ninh         | Giải Triển vọng                                       |
| 04 | Hà Hoài Thu            | Giải Triển vọng nhưng đã bị loại ở đêm thi trước      |
| 05 | Lê Thị Mỹ Như          |                                                       |
| 06 | Nguyễn Võ Lan Trinh    |                                                       |
| 07 | Vũ Yến Ngọc            |                                                       |

Tại vòng 2 các thí sinh tham gia 4 đêm trình diễn chính thức và 1 đêm diễn gala tại Thành phố Hồ Chí Minh. Trong các đêm diễn chính thức mỗi thí sinh sẽ trình bày 2 ca khúc theo chủ đề để khán giả theo dõi và bình chọn. Qua mỗi đêm sẽ có 3 thí sinh nhận được tin nhắn bình chọn thấp nhất sẽ rơi vào Top nguy hiểm. Hội đồng nghệ thuật sẽ chọn ra 2 thí sinh an toàn và 1 thí sinh sẽ dừng cuộc chơi mỗi đêm qua các thử thách như: Hát với vũ đoàn, hát với nhóm bè, hát với thần tượng và nhạc quốc tế. Đêm chung kết là sự so tài của 4 thí sinh: Mỹ Như, Đinh Mạnh Ninh, Minh Chuyên và Lương Viết Quang tại Thành phố Hồ Chí Minh.
Giải nhất do Hội đồng nghệ thuật đã thuộc về Minh Chuyên, Lương Viết Quang giành giải do khán giả bình chọn, Đinh Mạnh Ninh giành giải triển vọng. Đặc biệt, Hà Hoài Thu mặc dù đã bị loại ở đêm thi trước nhưng bất ngờ giành giải triển vọng thứ hai dù không thi ở đêm chung kết. Mỹ Như là thí sinh trong Top 4 chung kết nhưng ra về trắng tay không có giải nào gây bức xúc cho khán giả và chính thí sinh. Giải thích điều này, BTC chương trình cho rằng, quy định mới của chương trình là giải triển vọng có thể trao cho bất cứ thí sinh nào lọt vào vòng 2 chứ không nhất thiết là vào đến chung kết. Lý giải này vẫn làm bức xúc nơi Hội đồng nghệ thuật, khán giả và chính Mỹ Như. Ngoài ra, đêm chung kết còn có tin đồn thí sinh Lương Viết Quang huy động công ty nhắn tin mua giải để đoạt được giải thưởng của khán giả bình chọn.

## Sao Mai điểm hẹn 2012

### Vòng 1
| TT | Thí sinh               | Năm sinh | Địa phương            | Ghi chú                                                                                                 |
| -- | ---------------------- | -------- | --------------------- | --- |
| 01 | Đoàn Thúy Trang        | 1986     | Hà Nội                | Thí sinh đặc cách từ Giải Nhất Sao Mai 2011                                                             |
| 02 | Nguyễn Huy Quyết       | 1989     | Hải Phòng             | Thí sinh đặc cách từ Giải Nhì Sao Mai 2011                                                              |
| 03 | Lê Việt Anh            | 1988     | Hà Nội                | Thí sinh đặc cách từ Giải Nhì Sao Mai 2011                                                              |
| 04 | Nguyễn Đình Thanh Tâm  | 1988     | Thành phố Hồ Chí Minh | SV ĐH Kiến Trúc TPHCM. Top 8 tuyệt đỉnh tranh tài 2015.                                                 |
| 05 | Nguyễn Đông Hùng       | 1993     | Hà Nội                | Thí sinh trẻ nhất SV ĐH Thương mại Hà Nội Top 3 Vietnam Idol (Mùa 5)                                    |
| 06 | Vũ Hồng Nhật Trang     | 1991     | Hà Nội                | SV khoa Giáo dục Nghệ thuật-ĐH Văn hóa Hà Nội Top 24 Vietnam Idol (Mùa 3) Thí sinh Vietnam Idol (Mùa 6) |
| 07 | Lưu Thanh Thanh        | 1992     | Hà Nội                | SV ĐH Ngoại Thương Hà Nội Thí sinh Giọng hát Việt (Mùa 2). Team Hồng Nhung                              |
| 08 | Nguyễn Trần Trung Quân | 1992     | Hà Nội                | SV Học viện Âm nhạc Quốc gia Giải Triển vọng Sao Mai 2011                                               |
| 09 | Phạm Nam Hùng          | 1989     | Hà Nội                | SV Học viện Âm nhạc Quốc gia                                                                            |
| 10 | Nguyễn Bá Phú Quý      | 1987     | Huế                   | SV CĐ VHNT TPHCM Thí sinh Giọng hát Việt (Mùa 2). Team Đàm Vĩnh Hưng                                    |
| 11 | Vũ Hà Anh              | 1988     | Hà Nội                | SV Cao đẳng VHNT Hà Nội Bạn diễn ăn ý với Dương Hoàng Yến (thí sinh SMĐH 2008)                          |
| 12 | Vũ Duy Khánh           | 1989     | Hà Nội                | SV Cao đẳng VHNT Hà Nội                                                                                 |

## Sao Mai điểm hẹn 2014

### Vòng 1
| MSBC | Thí sinh            | Năm sinh | Địa phương | Ghi chú (Tính đến thời điểm diễn ra cuộc thi)                                                                    |
| ---- | ------------------- | -------- | ---------- | --- |
| 01   | Trần Thị Hằng       | 1994     |            | Sinh viên Trường Đại học Sư phạm Nghệ thuật Trung ương                                                           |
| 02   | Hoàng Thị Hồng Ngọc | 1992     | Nghệ An    | Sinh viên Trường Đại học Văn hóa - Nghệ thuật Quân đội Từng lọt vào chung kết Sao Mai 2013 khu vực phía Bắc      |
| 03   | Phạm Thị Hà My      |          |            | Sinh viên Trường Đại học Kinh doanh và Công nghệ Hà Nội                                                          |
| 04   | Bùi Thị Thùy Trang  | 1993     |            | Sinh viên Trường Đại học Sư phạm Nghệ thuật Trung ương                                                           |
| 05   | Lê Vũ Bình          | 1992     | Hà Nội     | Sinh viên Trường Đại học Thương mại                                                                              |
| 06   | Nguyễn Anh Phong    | 1989     | Vĩnh Phúc  | |
| 07   | Trần Huyền My       | 1995     | Hà Nội     | Du học sinh tại Mỹ Thí sinh Giọng hát Việt (mùa 2) (Top 5 của đội Mỹ Linh, dừng bước tại vòng Liveshow 3)        |
| 08   | Đỗ Thanh Ngọc       | 1991     | Hà Nội     | |
| 09   | Nguyễn Thị Thủy     | 1988     | Hà Nội     | Sinh viên Học viện Âm nhạc Quốc gia Việt Nam                                                                     |
| 10   | Ngô Thị Thanh Huyền | 1995     | Thanh Hóa  | Đặc cách từ Giải Nhất Nhạc nhẹ Sao Mai 2013                                                                      |
| 11   | Hà Minh Tiến        | 1992     | Hải Phòng  | Top 9 Nhạc nhẹ Sao Mai 2013 Thành viên nhóm X-file tham gia Nhân tố bí ẩn mùa 1 (Dừng bước ở vòng Judge's House) |
| 12   | Trần Ngọc Vũ        | 1991     | Phú Yên    | Giải Ba Nhạc nhẹ Sao Mai 2013 Từng tham gia Thần tượng âm nhạc: Vietnam Idol (mùa 5) nhưng sớm bị loại           |

Các thí sinh trong vòng 1 đã trải qua 4 đêm diễn chính thức có sự tham gia bầu chọn của khán giả và nhận xét của Hội đồng nghệ thuật (gồm nhạc sĩ – nhà sản xuất âm nhạc Huy Tuấn, ca sĩ – NSƯT Thanh Lam và đạo diễn Việt Tú):
- Đêm nhạc pop: Người được khán giả bình chọn nhiều nhất là Đỗ Thanh Ngọc
- Đêm nhạc rock: Người được khán giả bình chọn nhiều nhất là Ngô Thị Thanh Huyền
- Đêm nhạc dance, hip hop và R&B: Người được khán giả bình chọn nhiều nhất là Hoàng Thị Hồng Ngọc
- Đêm nhạc song ca: Người được khán giả bình chọn nhiều nhất là Trần Huyền My

Đêm diễn thứ tư của Sao Mai điểm hẹn 2014 là Gala loại vòng 1, các thí sinh biểu diễn song ca (kết quả bình chọn cũng được tính), đây cũng là đêm thi công bố 7 thí sinh lọt vào vòng 2.

### Vòng 2
| MSBC | Thí sinh            | Giải thưởng                                           |
| ---- | ------------------- | ----------------------------------------------------- |
| 03   | Phạm Thị Hà My      |                                                       |
| 07   | Trần Huyền My       |                                                       |
| 08   | Đỗ Thanh Ngọc       | Giải Triển vọng                                       |
| 09   | Nguyễn Thị Thủy     | Giải của khán giả bình chọn                           |
| 10   | Ngô Thị Thanh Huyền |                                                       |
| 11   | Hà Minh Tiến        | Giải Nhất cuộc thi (do Hội đồng nghệ thuật bình chọn) |
| 12   | Trần Ngọc Vũ        |                                                       |

Tại vòng 2 các thí sinh tham gia 3 đêm trình diễn chính thức và 1 đêm diễn gala. Trong các đêm diễn chính thức mỗi thí sinh sẽ trình bày 2 ca khúc để khán giả theo dõi và bình chọn. Người được khán giả bình chọn nhiều nhất trong đêm thứ 5 là Trần Huyền My, người được khán giả bình chọn nhiều nhất trong 2 đêm tiếp theo là Nguyễn Thị Thủy.
Hà Minh Tiến giành được giải của Hội đồng nghệ thuật. Nguyễn Thị Thủy giành được giải do Khán giả bình chọn. Đỗ Thanh Ngọc giành giải Triển vọng.